# Wordfast
Wordfast és una eina de traducció assistida per ordinador concebuda com a col·lecció de macros per a Microsoft Word, que possibilita l'ús de memòries de traducció.
Originalment, Wordfast s'havia desenvolupat com a substitut competitiu de Trados. Per tant, existeix una relativa compatibilitat entre ambdós productes, la qual, això no obstant, es limita a la importació i exportació de memòries de traducció en format de text, i a la creació d'arxius bilingües en Microsoft Word. D'altra banda, s'utilitzen les mateixes combinacions de tecles per al treball diari del traductor.
El creador d'aquest programa és el francès Yves Champollion.
En Yahoo! existeixen diversos grups de discussió al respecte.
La versió relativament nova del programa, Wordfast Pro, es basa en llenguatge de programació Java, i d'aquesta manera es converteix en una de les poques eines de programari per a traducció que funcionen sense més mitjans auxiliars en els sistemes operatius de Linux i Mac OS (altres programes són OmegaT, Heartsome Translation Suite, CafeTran Espresso i Swordfish Translation Editor).
Entre els usuaris d'eines TAO, Wordfast s'ha convertit en un eficaç competidor de Trados. Una cosa que ho fa molt atractiu és el fet que es pot utilitzar gratuïtament en forma il·limitada, si bé limitat a memòries de traducció de 500 segments.